# Xitan (sockenhuvudort i Kina, Ningxia Huizu Zizhiqu, lat 35,88, long 105,74)
Xitan är en sockenhuvudort i Kina. Den ligger i den autonoma regionen Ningxia, i den nordvästra delen av landet, omkring 290 kilometer söder om regionhuvudstaden Yinchuan. Antalet invånare är 9 796. Befolkningen består av 4 849 kvinnor och 4 947 män. Barn under 15 år utgör 36 %, vuxna 15-64 år 58 %, och äldre över 65 år 5,0 %.
Runt Xitan är det ganska tätbefolkat, med 129 invånare per kvadratkilometer. Närmaste större samhälle är Jiangtaixiang, 11,2 km sydost om Xitan. Trakten runt Xitan består i huvudsak av gräsmarker.
Genomsnittlig årsnederbörd är 638 millimeter. Den regnigaste månaden är september, med i genomsnitt 132 mm nederbörd, och den torraste är december, med 2 mm nederbörd.